# Tylophora elmeri
Tylophora elmeri är en oleanderväxtart som beskrevs av Rudolf Schlechter. Tylophora elmeri ingår i släktet Tylophora och familjen oleanderväxter. Inga underarter finns listade i Catalogue of Life.